# Dirk Petrick
Dirk Petrick (* 27. Mai 1980 in Weißwasser/O.L., Bezirk Cottbus) ist ein deutscher Schauspieler, Synchronsprecher, Hörspiel- und Kinderbuchautor sowie Hörspiel- und Hörbuchsprecher.

## Leben
Petrick studierte Kommunikation an der Universität der Künste Berlin. Vor der Kamera war er in der Webserie 30-9 zu sehen. Als Sprecher wirkte er vor allem in Formaten für Kinder und Jugendliche mit, so sprach er das Erdmännchen Junior in dem Film Konferenz der Tiere und Kurt Hummel in der Serie Glee.
Seit 2012 gehört er zum Ensemble des Hörspiellabels Titania Medien und übernahm zahlreiche Hauptrollen in diversen Hörspielen der Reihen Gruselkabinett, Sherlock Holmes, Grimms Märchen und Titania Special.
Er verfasst Bücher für Kinder im Grundschulalter, die fantastische und märchenhafte Themen behandeln, und für Jugendliche.

## Synchronisationen (Auswahl)
Tony Revolori
- 2017: als Flash Thompson in Spider-Man: Homecoming
- 2019: als Flash Thompson in Spider-Man: Far From Home
- 2021: als Flash Thompson in Spider-Man: No Way Home

### Filme
- 2006: Jonah Hill als Ben mit 17 in Klick
- 2006: als Artus in Merlin, der Zauberer
- 2008: David Smith als Bobby, das Dikdik in Madagascar 2
- 2008: Rod Keller als Bruce in Er steht einfach nicht auf Dich
- 2008: Darren Kent als Jimmy Esseker in Mirrors
- 2008: Lucas Grabeel als Dan Nicoletta in Milk
- 2009: Knut Joner als Gunnar Stonsteby in Max Manus
- 2010: Junior in Konferenz der Tiere
- 2010: Kunal Sharma als Jai in The Kids Are Alright
- 2011: Will Peltz als Jake in Atemlos – Gefährliche Wahrheit
- 2011: als Arthur in Arthur und die Minimoys 3 – Die große Entscheidung
- 2013: als Snips in My Little Pony: Equestria Girls
- 2013: als Nagisa Kaworu in Rebuild of Evangelion 3.33 -you can (not) redo.
- 2014: Brenton Thwaites als JR in Son of a Gun
- 2019: Nelson Wong als Kenny Kwan in Christmas at the Plaza – Verliebt in New York
- 2019: Karan Soni als Jack in Pokémon Meisterdetektiv Pikachu
- 2023: Keegan-Michael Key als Toad in Der Super Mario Bros. Film
- 2024: You Ooizumi als Yoshihisa Kawazoe in Detektiv Conan: Das 1-Million-Dollar-Pentagramm
- 2024: Shimba Tsuchiya als Tsutomu Goshiki in Haikyu!! Das Play-off der Müllhalde
- 2025: Augusto Bitter als Virgil in Star Trek: Sektion 31

### Serien
- 2002: Michael B. Jordan als Wallace in The Wire
- 2004: Keith Ferguson als Bloo in Fosters Haus für Fantasiefreunde
- 2005: als Little C in Emergency Room – Die Notaufnahme
- 2005: als Topher in Everwood
- 2006: als Ben in Gilmore Girls
- 2006: als Eizan in Generation Ninja
- 2006: als Len in Ruby Gloom
- 2006: als Yang in Yin Yang Yo!
- 2006: als Yujiro Shihodani in Princess Princess
- 2008: als Benjamin Higgenbottom in Mighty B
- 2008: als Danny in Monster Buster Club
- 2008: als Tak in Tak und die Macht des Juju
- 2008: als Woody Fink in Zack & Cody an Bord
- 2009: als Assistenzarzt Ed in Scrubs – Die Anfänger
- 2009: als Crow Hogan in Yu-Gi-Oh! 5D’s
- 2009: als Hanabusa Aido in Vampire Knight
- 2009: als Ojiro Mihara in Angelic Layer
- 2009: als Robby Boreiki in Cold Case – Kein Opfer ist je vergessen
- 2009: als Volt in Bakugan – Spieler des Schicksals
- 2010: als Finnian in Black Butler[2]
- 2010: als Saburo Inuyama in Maid-Sama
- 2011: als Ayato Naoi in Angel Beats!
- 2011: Chris Colfer als Kurt Hummel in Glee
- 2011: als Sam Foster in Allein unter Jungs
- 2011–2019: als Snips in My Little Pony – Freundschaft ist Magie (wiederkehrende Gastrolle)
- 2012: als Josh in Criminal Minds
- 2012: als Kurt in Camp Sumpfgrund
- 2012: als Oliver in Plum Landerling
- 2012: als Oz Vessalius in Pandora Hearts
- 2012: als Stuffy in Doc McStuffins, Spielzeugärztin
- 2012–2014: als Bren in Monsuno
- 2012–2015: Aziz Ansari als Tom Haverford in Parks and Recreation
- 2012–2019: als Brad in The Middle
- 2013–2019: Matthew Moy als Lars in Steven Universe
- 2014: als Sanjay Patel (Staffel 2) in Sanjay & Craig
- 2014: als Twelve in Terror in Tokio
- 2014–2015: als Inky in Pac-Man und die Geisterabenteuer
- 2014–2015: als Youhei Sunohara in Clannad
- 2015: Kirby Morrow als Cole in Ninjago
- 2015: als Nishiki Nishio in Tokyo Ghoul
- seit 2016: als Nooroo in Miraculous – Geschichten von Ladybug und Cat Noir
- 2017–2023: Cole Sprouse als Jughead Jones in Riverdale
- 2017–2019: als Nö-Nö in Nö-Nö Schnabeltier
- 2017–2019: als Peter „Pin“ Hawthorn in Zoe und Raven – Freiheit im Sattel / Free Rein
- 2018: Kenichi Suzumura als Momotarou Mikoshiba in Free! Dive to the Future
- 2018: (Remy Remington) Big City Green ´s
- 2019: Cole Howard als Kataru in Ninjago
- 2019: als Free De La Hoya in Beyblade Burst Turbo
- 2019: Simon Pegg als skekSil, der Kammerherr in Der dunkle Kristall: Ära des Widerstands
- 2019: als Zenitsu Agatsuma in Demon Slayer: Kimetsu no Yaiba
- 2020: als Barbawum in Barbapapa und Familie
- 2020: als Miyuki Shirogane in Kaguya-sama: Love is War
- 2020: als Haruta Shigemo in Jujutsu Kaisen
- 2021, 2023: als Casey/Hunter K-5E in Loki
- 2021: (Grüner Kobolt) Spidey, spin und seine Superfreunde
- 2022: als Benji Campbell in Love, Victor
- 2022: als Gurimu Igarashi in Blue Lock
- seit 2022: als Franky Franklin in Spy × Family
- 2023: Eric Bauza als Buster Bunny in Tiny Toons Looniversity
- 2024: Kengo Kawanishi als Soshiro Hoshina in Kaiju No. 8
- 2025: Yūki Kaji als Finnian in Black Butler: Emerald Witch Arc

### Videospiele
- 2005: als Storch in Käpt’n Blaubär Bannig auf Zack
- 2017: als Revali (der Recke der Orni) in The Legend of Zelda: Breath of the Wild
- 2018: als Red in WarioWare Gold
- 2020: als Revali (der Recke der Orni) in Hyrule Warriors: Zeit der Verheerung
- 2020: als Claire (Barkeeperin des Afterlife) in Cyberpunk 2077
- 2021: als Red in WarioWare Get It Together
- 2022: als Beep-0 in Mario + Rabbids Sparks of Hope[3]
- 2023: als Red in WarioWare Move It
- 2023: als Orni krieger (Weiser des Windes) in The Legend of Zelda: Tears of the Kingdom

## Buchveröffentlichungen
- Der Käse-August und das Waldmannli. BVK, Kempen 2009, ISBN 978-3-86740-164-7.
- Max und das Geheimnis des Wurzelmagiers. BVK, Kempen 2011, ISBN 978-3-86740-299-6.
- Max und die Festung des Schwarzen Fürsten. BVK, Kempen 2013, ISBN 978-3-86740-501-0.
- Max und die Spur ins Feuerland. BVK, Kempen 2015, ISBN 978-3-86740-643-7.
- Balau aus dem Blaubeerbusch, Knabe Verlag Weimar, Weimar 2015, ISBN 978-3-940442-97-0.
- Wendy (Hörspieltext), Folge 70: Fotoshooting mit Hindernissen, KIDDINX Studios GmbH, Berlin 2018.
- Promille+Beats. BVK, Kempen 2019, ISBN 978-3-86740-958-2.
- Kinea – Abenteuer einer Katzenkriegerin. BVK, Kempen 2019, ISBN 978-3-86740-897-4.

## Hörspiele (Auswahl)
- Seit 2012: Gruselkabinett (Hörspielreihe, Folgen 66, 67, 68, 70, 80, 81, 82, 114, 115, 117, 148, 153, 154, 162, 163, 164, 188, 191, diverse Rollen), Titania Medien[4]
- Seit 2012: Sherlock Holmes – Die geheimen Fälle des Meisterdetektivs (Hörspielreihe, Folgen 5, 12, 26, 39, 40, 61, 63, diverse Rollen), Titania Medien[5]
- Seit 2013: Titania Special (Hörspielreihe, Folgen 9, 10, 12, diverse Rollen), Titania Medien[6]
- Seit 2018: John Sinclair (Hörspielreihe, Folgen 34 (Classics), SE 11, 123, 130, 136, 40 (Classics), 137, 150, diverse Rollen), Lübbe Audio[7]
- Seit 2021: Grimms Märchen (Hörspielreihe, Folgen 1, 3, 15, diverse Rollen), Titania Medien[8]
- Seit 2020: Der junge Sherlock Holmes (Hörspielserie, als jugendlicher Sherlock Holmes), Floff Publishing/Audible[9]

## Hörbücher (Auswahl)
- Sebastien de Castell: Shadowblack – Karten des Schicksals. der Audio Verlag, 2020, ISBN 978-3-7424-1594-3
- Irmgard Kramer: Pepino Rettungshörnchen. Random House Audio, 2021, ISBN 978-3-8371-5530-3
- George Lester: IN ALL SEINEN FARBEN. Lübbe Audio 2021, ISBN 978-3-7540-0003-8 (Hörbuch-Download)
- Jan Beck: Die Nacht – Wirst du morgen noch leben?, der Hörverlag 2021, ISBN 978-3-8445-4456-5 (Hörbuch-Download, gemeinsam mit Florens Schmidt)
- Mattias Edvardsson: Die Bosheit, der Hörverlag 2021, ISBN 978-3-8371-5862-5 (Hörbuch-Download, gemeinsam mit Sandrine Mittelstädt & Julian Mehne)
- Sergio Dudli: Bloß nicht den Kopf verlieren!, der Audio Verlag, 2022, ISBN 978-3-7424-2257-6 (Hörbuch-Download, gemeinsam mit Marius Clarén)
- Aiden Thomas: Yadriel & Julian – Cemetery Boys, Der Hörverlag, 2022, ISBN 978-3-8445-4584-5 (Hörbuch-Download)
- Aiden Thomas: SOL. Das Spiel der Zehn, Der Hörverlag, 2023, ISBN 978-3-8445-4918-8 (Hörbuch-Download)
- Gordon Korman: The Fort – Das Geheimnis eines Sommers, der Audio Verlag & Audible, 2024, ISBN 978-3-7424-3089-2 (gemeinsam mit Marius Clarén, Marcel Mann, Sebastian Fitzner, Marco Eßer & Nicolas Rathod)
- Autorenlesung: Balau aus dem Blaubeerbusch, Die GehörGäng Verlag, 2025, EAN 4069828393561